# オーシャン・ダイヤモンド
オーシャン・ダイヤモンド（英：OCEAN DIAMOND）は、クァーク・エクスペディションが運航するクルーズ客船。

## 概要
1974年にカーフェリー「Begonia」として建造され、1986年にクルーズ客船へ改装されエクスプロレーション・クルーズラインにて「Explorer Starship」として運航、極地向けのクルーズに使用。
その後クルーズ事業を検討していた川崎汽船がリース会社・メイヨーとの共同出資で「セブンシーズクルーズライン」を設立し購入費・改装費合わせて約80億円を投じ、1990年2月に「ソング・オブ・フラワー」として就航し、1993年2月に川崎汽船が撤退して以降は米国主体で2003年まで運航を継続。
2004年には全面改装の上2011年までポナンにて「Le Diamant」、2012年からはクァーク・エクスペディションにて「オーシャン・ダイヤモンド」として運航。晩年は期間チャーターで南極・北極・アイスランド方面への極地クルーズやフローティングホテルとして用いられ、2024年8月にトルコ・アリアガの解体場へと回航された。

## 船内

### ソング・オブ・フラワー時代
8デッキ「トップデッキ」
- スポーツデッキ
- ウィンドスクリーン

7デッキ「オブザベーションデッキ」
- オブザベーションラウンジ・バー
- オブザベーションデッキ
- セミスイートルーム（2名×10室 ダブルベッド、浴室、ベランダ）

6デッキ「サンデッキ」
- ツインベッド客室（2名×23室 浴室付き）
- サウナ
- ヘルスクラブ
- グリル
- サンデッキ・バー
- プール
- ジャグジー

5デッキ「プロムナードデッキ」
- ツインベッド客室（2名×14室 浴室付き）
- メインラウンジ
  - バー
  - ダンスフロア
  - ショーステージ
- ライブラリー
- ベランダカフェ

4デッキ「メインデッキ」
- スイートルーム（2名×10室 ダブルベッド、浴室、リビング）
- ダブルベッド客室（2名×17室 浴室付き）
- メインロビー
- パーサーズオフィス
- ブティック
- カジノ
- ナイトクラブ・ディスコ
  - バー
  - ダンスフロア
  - ショーステージ

3デッキ「ギャラクシーデッキ」
- ダブルベッド客室（2名×29室）
- レストラン「ギャラクシーダイニングルーム」

### オーシャン・ダイヤモンド時代
8デッキ「サンデッキ」
7デッキ「オブザベーションデッキ」
- バルコニースイート（10室）
- オブザベーションラウンジ

6デッキ「キャプテンズデッキ」
- ツインルーム（10室）
- シングルルーム（2室）
- ジム

5デッキ「アッパーデッキ」
- ツインルーム（19室）
- メインラウンジ

4デッキ「メインデッキ」
- スイートルーム（10室）
- ツインルーム（17室 浴室付き）
- レセプション
- ブティック
- ディナーレストラン
- バー

3デッキ「ロウアーデッキ」
- トリプルルーム（6室）
- シングルルーム（9室）
- レストラン
- 船尾プラットフォーム

2デッキ「クルーデッキ」
- 診療所